# Luigi Amoroso
Luigi Amoroso (Napoli, 26 marzo 1886 – Roma, 28 ottobre 1965) è stato un matematico ed economista italiano.

## Biografia
Iniziò gli studi matematici presso la Scuola Normale Superiore di Pisa nel 1903 e li proseguì all'Università di Roma dove ottenne la laurea nel 1907.
Dal 1908 al 1914 fu assistente di Guido Castelnuovo alla cattedra di geometria analitica. Nel 1914, vinto un concorso, ottenne la cattedra di matematica finanziaria dell'Università di Bari. In seguito insegnò a Napoli, dal 1921 al 1926 , quindi all'Università di Roma, dove fu titolare della cattedra di economia politica che resse fino al 1956, anno in cui fu collocato fuori ruolo.
Durante la sua permanenza a Napoli, contribuì alla realizzazione del primo progetto dell'Istituto per le Applicazioni del Calcolo di Mauro Picone. Qui si occupò anche di questioni di fisica matematica.
Quasi tutta la sua carriera accademica la dedicò ai metodi matematici applicati all'economia, in particolare alla gestione bancaria e finanziaria, le sue pubblicazioni spaziando dalla matematica pura a quella finanziaria, dalla statistica all'economia matematica. In quest'ultimo campo ha lasciato un'impronta profonda, e in Italia per lungo tempo è stato una figura importante per questa disciplina.
Scrisse importanti manuali che furono di riferimento per intere generazioni di economisti. Il suo programma di ricerca, in particolare, volle configurarsi come continuazione e sviluppo del programma paretiano, e proprio per questo motivo, la sua opera venne successivamente considerata come la ripetizione di un paradigma che con il passare degli anni aveva ormai perso autorevolezza. 
Rimane tuttavia molto importante la sua memoria del 1928, intitolata "Discussione del sistema di equazioni che definiscono l'equilibrio del consumatore", che sembrò anticipare le idee e risultati di Abraham Wald in tema di esistenza e unicità dell'equilibrio.
Fu socio dell'Accademia dei Lincei nella classe di Scienze fisiche, matematiche e naturali dal 1956, e ricoprì la carica di preside della Facoltà di Scienze Politiche di Roma dal 1950 al 1961 .

## Opere (selezione)
- Revisione critica dei recenti concetti nella teoria del capitale e delle loro fondamentali applicazioni, Roma, Direzione del Giornale degli Economisti, 1909.
- Esercizi di geometria analitica e proiettiva, seconda edizione, Roma, Ass. universitaria romana, 1911.
- Lezioni di economia matematica, Bologna, Zanichelli, 1921.
- Lezioni di matematica finanziaria, 2 voll., Napoli, G. Majo, 1921-22.
- Sulla dottrina della popolazione, Napoli, Trani, 1931.
- Critica del sistema capitalista: corso professato nell'anno accademico 1931-32 , Roma, Castellani, 1932.
- La logica del sistema corporativo con Alberto de Stefani, in Rivista internazionale di scienze sociali e discipline ausiliarie, anno 41., fasc. 4., luglio 1933.
- Principii di economia politica corporativa, 5 voll., Roma, Istituto Poligrafico dello Stato, 1936. Comprende:

1. Valore della moneta.
2. I principii fondamentali della economia classica.
3. L'equilibrio economico.
4. La città corporativa.
5. La dinamica della circolazione.

- Principii di economica corporativa, Bologna, Nicola Zanichelli Editore, 1938.
- Meccanica economica: lezioni tenute nell'anno accademico 1940-41, Città di Castello, Unione Arti Grafiche, 1942.
- Economia di mercato, Bologna, Cesare Zuffi Editore, 1949.
- L'orizzonte economico nel pensiero di Maffeo Pantaleoni, Bari, Università di Bari, 1959.
- Le leggi naturali dell'economia politica, Torino, UTET, 1961.